# Native
Native é o terceiro álbum de estúdio da banda norte-americana OneRepublic, lançado em 22 de março de 2013 pela Mosley Music Group. A canção "If I Lose Myself", foi lançado como single oficial do álbum em 8 de janeiro de 2013. Foi lançado em 22 de março de 2013 para diversos países, e em 26 do mesmo mês para Estados Unidos e Canadá.
O álbum foi impulsionado pelo grande sucesso de Counting Stars, que atingiu a 2ª posição na Billboard Hot 100 se tornando a melhor colocação desde Apologize em 2007. A canção também se tornou o maior sucesso da banda no Reino Unido onde a mesma chegou ao 1º lugar, além do Top 10 de mais de 50 países. O quarto single Something I Need obteve certificação de platina na Austrália e Nova Zelândia, onde foi alcançado o Top 5 de ambos os países. Até dezembro de 2014 o álbum já teria vendido cerca de 1 milhão de cópias nos Estados Unidos e cerca de 3 milhões em todo o mundo.

## Precedentes e desenvolvimento
Em 4 de fevereiro de 2012, OneRepublic anunciou oficialmente via Twitter que eles tinham começado a trabalhar em seu terceiro álbum de estúdio, e que estava previsto para ser lançado no outono de 2012. Eles afirmaram que ela seria precedida por um single a ser lançado entre abril e maio de 2012. Em março de 2012, uma nova faixa intitulada "Life In color" foi usada no anúncio das fragrâncias Ralph Lauren, antecipando as suas grandes mulheres pônei recolha de fragrância. Esta é a segunda vez que uma faixa OneRepublic tinha sido destaque em um anúncio de Ralph Lauren, depois de "Secrets" foi usada na promoção de recolha dos homens de Big Pony de perfumes em 2011. Em 5 de abril de 2012, a banda disse no Twitter que eles eram os mais confiantes com as faixas já gravadas: "What U Wanted", "Burning Bridges", e "Let's Get Lost", até então Eles também confirmaram que "Life in Color" pode ser lançado como single no futuro, no entanto, que não seria o primeiro single do álbum, e afirmou que Feel Again pode ser usado como o single promocional do álbum.
A banda confirmou que o álbum deveria ficar pronto até 6 de Dezembro de 2012. No dia do lançamento do single "If I Lose Myself" (8 de Janeiro) eles revelaram a artwork do álbum e que o mesmo seria lançado no dia 25 de março de 2012 para o Reino Unido e um dia depois para os Estados Unidos.
Em setembro de 2012, a banda anunciou que o álbum, intitulado Native, seria lançado em novembro de 2012, porém o seu lançamento foi adiado para março de 2013. Em 8 de janeiro de 2013, "If I Lose Myself" foi lançado como o primeiro single internacional do álbum, enquanto "Feel Again" foi denominado como um single promocional. Native foi lançado em 26 de março de 2013.

## Produção e inspiração
O álbum teve a maioria de suas canções gravada pelo vocalista da banda Ryan Tedder, no Patriot Studios em Denver. Native, foi produzido por ele e pelo companheiro de banda Brent Kutzle, além de Philippe Zdar (compositor francês que já trabalhou com artistas como Phoenix, The Beastie Boys e Cat Power), Jeff Bhasker (que já trabalhou com Kanye West, Jay Z, The Rolling Stones e Fun.) e Benny Blanco (Maroon 5, Rihanna e Gym Class Heroes). Neste álbum a banda infundi seu híbrido de alta potência de pop-rock com elementos de música eletrônica, gospel, blues e folk.

## Divulgação
Cerca de um mês antes do lançamento oficial do álbum a faixa "What You Wanted" foi liberada para pré-venda no iTunes de algum países juntamente com o álbum. Em 7 de março a banda divulgou no seu canal oficial do Vevo, um trecho de cada uma das canções do álbum. A banda irá se apresentar e cantar na terça-feira em Nova Iorque dia 26, as músicas que estarão no novo álbum Native no Best Buy Union Square, para celebrar o lançamento do álbum.

### Singles
A faixa "Feel Again" foi lançada como primeiro single do álbum em 27 de agosto de 2012. O videoclipe da canção foi lançada oficialmente no Vevo em 28 de agosto. Debutou na 61º posição da Billboard Hot 100, onde mais tarde alcançaria a 36º posição. A canção ainda obteve certificação de ouro pela RIAA e até janeiro de 2013 já teria vendido cerca de 810 mil cópias nos Estados Unidos. "Feel Again" ainda alcançou o 9º lugar na Alemanha sendo o quinto single a atingir o Top 10 no país. Uma parte das receitas da venda do single seria doado ao Save the Children's Every Beat Matters para apoiar os trabalhadores da linha de frente de formação em saúde em todo o mundo.
"If I Lose Myself" que foi composta por Zach Filkins, Ryan Tedder, Brent Kutzle, Benny Blanco e produzida pelos 3 últimos. Foi o single oficial de Native, lançado em 8 de janeiro de 2013. A banda performou pela primeira vez a canção no especial de natal Y100 Jingle Ball 2012 em Los Angeles em 11 de dezembro de 2012. O videoclipe foi lançado em 25 de janeiro com a direção de Michael Muller. Teve um bom desempenho na Alemanha, Luxemburgo e na Singapura onde alcançou a 7º, a 9º e a 3ª posição respectivamente.
"Counting Stars" foi lançado em junho de 2013 como terceiro single do álbum. Seu videoclipe foi gravado em Louisiana, Estados Unidos e foi lançado em 31 de maio de 2013. Com o lançamento do álbum a canção debutou na 68ª posição na Irlanda, 63ª na Suíça e 63º lugar no Canadá. Mais tarde a canção começou a obter grande sucesso em alguns países atingindo o Top 10 das paradas musicais de  Alemanha, Austrália, Áustria, Irlanda, Nova Zelândia e Suíça, nas posições #3, #2, #4, #2, #2 e #9, respectivamente, também atingiu o Top 20 no Canadá e Reino Unido. Em agosto de 2013 a canção recebeu certificação de ouro pela BVMI na Alemanha por 150,000 cópias vendidas, platina pela RIANZ na Nova Zelândia por 15,000 cópias e dupla-platina pela ARIA na Austrália por 140,000 cópias.
"Something I Need" foi anunciada como quarto single em 23 de agosto de 2013 pela própria banda em seu Twitter
"Love Runs Out" foi anunciado como quinto single em 9 de abril de 2014 e lançado no dia 14 do mesmo mês.

## Faixas
| Edição padrão  |                                    |                                                  |                                               |         |  |
| N.º            | Título                             | Compositor(es)                                   | Produtor(es)                                  | Duração |  |
| 1.             | "Counting Stars"                   | Ryan Tedder                                      | Tedder, Noel Zancanella                       | 4:17    |  |
| 2.             | "If I Lose Myself"                 | Tedder, Brent Kutzle, Zach Filkins, Benny Blanco | Blanco, Tedder, Kutzle (co.)                  | 4:01    |  |
| 3.             | "Feel Again"                       | Tedder, Kutzle, Drew Brown, Noel Zancanella      | Tedder, Kutzle, Zancanella, Brown (add.)      | 3:05    |  |
| 4.             | "What You Wanted"                  | Tedder, Kutzle                                   | Tedder, Kutzle                                | 4:01    |  |
| 5.             | "I Lived"                          | Tedder, Zancanella                               | Tedder, Zancanella                            | 3:54    |  |
| 6.             | "Light It Up"                      | Tedder, Kutzle                                   | Tedder, Kutzle                                | 4:10    |  |
| 7.             | "Can't Stop"                       | Tedder, Jeff Bhasker, Tyler Sam Johnson          | Bhasker, Johnson, Tedder, Emile Haynie (add.) | 4:09    |  |
| 8.             | "Au Revoir"                        | Tedder, Kutzle                                   | Kutzle                                        | 4:50    |  |
| 9.             | "Burning Bridges"                  | Tedder, Kutzle                                   | Zdar and Boombass, Tedder, Kutzle, Zancanella | 4:17    |  |
| 10.            | "Something I Need"                 | Tedder, Blanco                                   | Blanco, Tedder                                | 4:01    |  |
| 11.            | "Preacher"                         | Tedder, Kutzle                                   | Tedder, Kutzle                                | 4:08    |  |
| 12.            | "Don't Look Down"                  | Tedder, Kutzle                                   | Kutzle                                        | 1:39    |  |
| 13.            | "Feel Again - Fred Falke Club Mix" |                                                  |                                               |         |  |
| Duração total: | Duração total:                     | Duração total:                                   | Duração total:                                | 46:44   |  |

| Edição de luxo |                                      |                                            |         |  |
| N.º            | Título                               | Produtor(es)                               | Duração |  |
| 13.            | "Something's Gotta Give"             | Cassius                                    | 4:51    |  |
| 14.            | "Life In Color"                      | Aaron Sprinkle; Kutzle (co.), Tedder (co.) | 3:22    |  |
| 15.            | "If I Lose Myself" (versão acústica) | Kutzle                                     | 3:50    |  |
| 16.            | "What You Wanted" (versão acústica)  | Kutzle                                     | 3:23    |  |
| 17.            | "Burning Bridges" (versão acústica)  | Kutzle                                     | 4:35    |  |
| Duração total: | Duração total:                       | Duração total:                             | 66:50   |  |

| Edição de re-lançamento |                                             |                                                  |                                                |         |  |
| N.º                     | Título                                      | Compositor(es)                                   | Produtor(es)                                   | Duração |  |
| 1.                      | "Counting Stars"                            | Ryan Tedder                                      | Tedder, Noel Zancanella                        | 4:17    |  |
| 2.                      | "Love Runs Out"                             | Tedder, Brent Kutzle, Zach Filkins, Eddie Fisher | Tedder                                         | 3:44    |  |
| 3.                      | "If I Lose Myself"                          | Tedder, Brent Kutzle, Zach Filkins, Benny Blanco | Blanco, Tedder, Kutzle (co.)                   | 4:01    |  |
| 4.                      | "Feel Again"                                | Tedder, Kutzle, Drew Brown, Noel Zancanella      | Tedder, Kutzle, Zancanella, Brown (add.)       | 3:05    |  |
| 5.                      | "What You Wanted"                           | Tedder, Kutzle                                   | Tedder, Kutzle                                 | 4:01    |  |
| 6.                      | "I Lived"                                   | Tedder, Zancanella                               | Tedder, Zancanella                             | 3:54    |  |
| 7.                      | "Light It Up"                               | Tedder, Kutzle                                   | Tedder, Kutzle                                 | 4:10    |  |
| 8.                      | "Can't Stop"                                | Tedder, Jeff Bhasker, Tyler Sam Johnson          | Bhasker, Johnson, Tedder, Emile Haynie (add.)  | 4:09    |  |
| 9.                      | "Au Revoir"                                 | Tedder, Kutzle                                   | Kutzle                                         | 4:50    |  |
| 10.                     | "Burning Bridges"                           | Tedder, Kutzle                                   | Zdar and Boombass, Tedder, Kutzle, Zancanella  | 4:17    |  |
| 11.                     | "Something I Need"                          | Tedder, Blanco                                   | Blanco, Tedder                                 | 4:01    |  |
| 12.                     | "Preacher"                                  | Tedder, Kutzle                                   | Tedder, Kutzle                                 | 4:08    |  |
| 13.                     | "Don't Look Down"                           | Tedder, Kutzle                                   | Kutzle                                         | 1:39    |  |
| 14.                     | "Life In Color"                             | Tedder, Kutzle                                   | Sprinkle, Kutzle, Tedder                       | 3:22    |  |
| 15.                     | "If I Lose Myself (Alesso Vs. OneRepublic)" | Tedder, Benny Blanco, Kutzle Filkins             | Benny Blanco, Tedder, Kutzle, Alesso (remixer) | 3:34    |  |
| Duração total:          | Duração total:                              | Duração total:                                   | Duração total:                                 | 46:44   |  |

## Recepção da crítica
| Críticas profissionais | Críticas profissionais |
| Pontuações agregadas   | Pontuações agregadas   |
| Fonte                  | Avaliação              |
| ---------------------- | ---------------------- |
| Metacritic             | 65/100                 |
| Avaliações da crítica  |                        |
| Fonte                  | Avaliação              |
| Allmusic               | [ 33 ]                 |
| Daily Star             | 8/10                   |
| Entertainment Weekly   | A-                     |
| Highlight Magazine     | [ 36 ]                 |
| Idolator               | [ 37 ]                 |
| MusicOMH               | [ 38 ]                 |
| PopCrush               | [ 39 ]                 |
| Rolling Stone          | [ 40 ]                 |
| The New York Times     | Positiva               |
| USA Today              | [ 42 ]                 |

Matt Collar do Allmusic deu uma crítica positiva ao álbum "De muitas maneiras, OneRepublic são uma câmara de compensação para os principais sensibilidades pop, e Native não é exceção, com músicas como "If I Lose Myself", "I Lived", e "Au Revoir" tocando em cima do aumento, piano-driven alt-rock de Coldplay , o funky, sintética, de olhos azuis e com alma do Maroon 5, e a mancha ainda séria com baladas R&B de qualquer número de divas modernas. O que não quer dizer que as músicas do Native são normais. Pelo contrário, Tedder revela uma vasta paleta de inspiração estilística, e os cortes como o turvo, romântico em "Light It Up" e a atmosférica e anseia "Can't Stop" toque sobre as qualidades ruminativos de indie rock". Haley Black da revista Highlight Magazine, avaliou que Native "Não é excepção e a banda continua produzindo músicas cativante que apela para uma ampla gama de ouvintes", no entanto Haley advertiu que "os vocais Tedder estão um pouco sufocado e os instrumentos que deveriam ser dominante são diluídos por sintetizadores. Se muitas das músicas eram um pouco mais despojadas, este registro teria superado todas as expectativas". Jody Rosen da revista norte-americana Rolling Stone, fez alusão de como "Nativo é cativante e previsível: melodias inspiradas, letras grandes, a produção que fica entre o pop e o rock e a dança", mas foi crítico em relação a Tedder, afirmando que "uma canção savant que é um cantor chato e comum".
Elysa Gardner do USA Today, ressaltou que "Ryan Tedder nem surpreende nem decepciona, oferecendo pop, resistente e atmosférico". Elliah Heifetz do MusicOMH, fez uma resenha positiva, supondo que "Muitas vezes, porém, Native realmente não faz brilhar" e observou que "não há dúvida de que o homem pode escrever", mas que "é só uma pena que Tedder parece ter esquecido de como escrever para sua banda. E isso, em última instância, é o que mantém Native tanto de ser um grande álbum de OneRepublic, e de seu verdadeiro potencial como um grande álbum por Ryan Tedder". John Pareles do The New York Times deu críticas positivas ao álbum, quando elogiou que "O artesanato é meticuloso e impressionante: camada sobre camada de teclados, guitarras reverberantes brilhantes e vocais de apoio choirlike (embora o Sr. Tedder se aplica muito óbvio Auto-Tune para suas derivações) Mas estas produções cristais do palácio são mostruários de orgulho para untuosa, às vezes, com letras estranhamente mórbidas". Emily Tan do blog musical Idolator afirmou que "Native tem um OneRepublic demonstrando como eles cresceram como uma banda ao mesmo tempo um pouco conseguindo manter suas bases musicais".
Amy Sciarretto do PopCrush fez uma alusão de como "Native possui notas e letras de esperança e pensamentos provocantes, bem como alguma música melancólica. Mesmo quando as coisas parecem um pouco piegas, você ainda pode dançar". No Daily Star, John Earls supôs que "Ryan Tedder canta tão belamente como sempre e ele não pode deixar de escrever slick, harmonias cheias de alma" que "mesmo por seus padrões, a banda serve-se de polidos, rádio-friendly e sucessos em espera". No Knoxville News Sentinel, Chuck Campbell observou que Tedder com ele "Estão felizes por aderir a suas armas, disparando incessantemente a munição até que ele ganha a batalha com refrões irresistíveis e um principalmente otimistas atitude", que contém algumas "bobagens sem remorso em Native dos coros radicais para os temas otimistas para teclados pitoresca", e o álbum não é "ingenuamente cativante".

## Paradas musicais
| Parada (2013/2014)                  | Melhor Posição |
| ----------------------------------- | -------------- |
| Alemanha (German Albums Chart)      | 4              |
| Austrália (Australian Albums Chart) | 8              |
| Áustria (Austrian Albums Chart)     | 5              |
| Bélgica (Ultratop - Flanders)       | 39             |
| Bélgica (Ultratop - Valônia)        | 65             |
| Canadá (Canadian Albums Chart)      | 12             |
| Escócia (Scottish Albums Chart)     | 32             |
| Estados Unidos (Billboard 200)      | 4              |
| Espanha (Spanish Albums Chart)      | 37             |
| França (French Albums Chart)        | 52             |
| Irlanda (Irish Albums Chart)        | 12             |
| Itália (Italy Albums Chart)         | 31             |
| Países Baixos (Dutch Albums Chart)  | 24             |
| Noruega (Norwegian Albums Chart)    | 22             |
| Nova Zelândia (Top 40 Albums)       | 12             |
| Reino Unido (UK Albums Chart)       | 9              |
| Suíça (Swiss Albums Chart)          | 4              |
| Suécia (Swedish Albums Chart)       | 16             |

| País           | Fornecedor | Certificação | Vendas     |
| -------------- | ---------- | ------------ | ---------- |
| Alemanha       | BVMI       | Ouro         | 100,000+   |
| Austrália      | ARIA       | Platina      | 70,000+    |
| Áustria        | IFPI       | Platina      | 20,000+    |
| Canadá         | MC         | Platina      | 80,000+    |
| Estados Unidos | RIAA       | Platina      | 1.000.000+ |
| Suécia         | IFPI       | Ouro         | 15,000+    |
| Suíça          | IFPI       | Ouro         | 15,000+    |
| Reino Unido    | BPI        | Ouro         | 100,000+   |

| 2013                             | Posição |
| -------------------------------- | ------- |
| Austrália - (ARIA Charts)        | 38      |
| Estados Unidos - (Billboard 200) | 88      |
| Suíça - (Swiss Music Charts)     | 46      |

## Histórico de lançamento
| País           | Data                | Formato              | Gravadora                              |
| -------------- | ------------------- | -------------------- | -------------------------------------- |
| Áustria        | 22 de março de 2013 | Download digital, CD | Mosley Music Group, Interscope Records |
| Alemanha       | 22 de março de 2013 | Download digital, CD | Mosley Music Group, Interscope Records |
| Irlanda        | 22 de março de 2013 | Download digital, CD | Mosley Music Group, Interscope Records |
| Suíça          | 22 de março de 2013 | Download digital, CD | Mosley Music Group, Interscope Records |
| Reino Unido    | 25 de março de 2013 | Download digital, CD | Mosley Music Group, Interscope Records |
| Itália         | 25 de março de 2013 | Download digital, CD | Mosley Music Group, Interscope Records |
| Grécia         | 25 de março de 2013 | Download digital, CD | Mosley Music Group, Interscope Records |
| Estados Unidos | 26 de março de 2013 | Download digital, CD | Mosley Music Group, Interscope Records |
| Canadá         | 26 de março de 2013 | Download digital, CD | Mosley Music Group, Interscope Records |